# Ol’ Man River
Ol’ Man River — песня Джерома Керна на стихи Оскара Хаммерстайна. Стилизованная под спиричуэл, была написана Керном для бродвейского мюзикла Show Boat (премьера 1927). В песне, которую по сценарию мюзикла поёт негр (бывший раб), рассказывается о том, что река Миссисипи вечно течёт и ей безразличны проблемы мира и людей в этом мире.
Ol’ Man River наиболее известна в исполнении Поля Робсона, который пел её в постановке мюзикла Show Boat 1929 года и в снятом на основе этой постановки кинофильме (1936). В 2006 году сингл с этой песней в исполнении Пола Робсона с Полом Уайтманом и его оркестром (вышедший в 1928 году на лейбле Victor Records) был принят в Зал славы премии «Грэмми». Песня в исполнении Робсона также вошла в список All-TIME 100 Songs журнала «Тайм» (2011).
Среди других исполнителей песни Бинг Кросби, Фрэнк Синатра, Рэй Чарльз, Муслим Магомаев, Джуди Гарланд, Арета Франклин, Шер. Изредка встречаются джазовые обработки песни, например, пианиста Оскара Питерсона (альбом «Jerome Kern Songbook», 1959), дуэта скрипача Стефана Граппелли и гитариста Джанго Рейнхардта (1947) и др.
Кавер-версия этой песни содержится на дебютном сольном альбоме Truth (1968) британского гитариста Джеффа Бека, вокал принадлежит Роду Стюарту.